# Faculty of 1000
Faculty of 1000, abrégé « F1000 », est un éditeur de services pour les chercheurs dans les sciences de la vie. Il fournit des révisions et une notation des recherches publiées en biologie. Un réseau de près de 1 000 chercheurs ou professeurs universitaires en sciences évalue les articles selon le principe de l'évaluation par les pairs.

## Histoire
Faculty of 1000 a été fondé en 2000 par l'entrepreneur Vitek Tracz, un pionnier de l’édition scientifique et fondateur des journaux BioMed Central et Current Opinions. L'entreprise fait partie du groupe Science Navigation, qui possède également Web of Stories (en).
En mars 2015, Tracz est apparu dans un article de Library Journal titré « F1000’s Vitek Tracz: Redefining Scientific Communication », discutant des problèmes de l’évaluation par les pairs et de sa vision du fait que ce procédé est sur ses fins.

## Services

### F1000Research
F1000Research est une plate-forme de publication en open access, évaluée par les pairs, couvrant les sciences de la vie. Les articles sont d'abord publiés, et, ensuite, des relecteurs invités commentent la publication. Leurs noms et commentaires sont visibles sur le site. Les données utilisées pour chaque article sont également publiées. La plate-forme a été critiquée pour l’opacité de ses critères de relecture,. F1000Research publie également des posters et des diapositives (slides) de conférences dans les domaines de la biologie et de la médecine.